# Pseudomystus vaillanti
Pseudomystus vaillanti es una especie de peces de la familia Bagridae en el orden de los Siluriformes.

## Morfología
Los machos pueden llegar alcanzar los 10,7 cm de longitud total.

## Distribución geográfica
Se encuentra al oeste de Borneo.